# Tornado de vòrtex múltiple

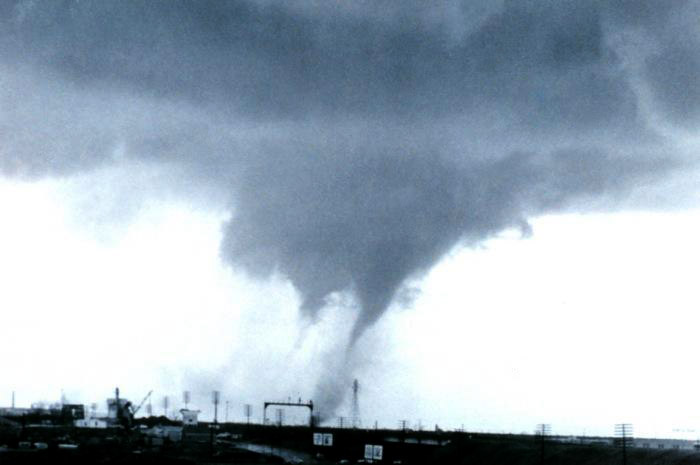
Un tornado de vòrtex múltiple fora de Dallas, Texas, el 2 d'abril de 1957.

Un tornado de vòrtex múltiple és un tornado que conté diversos vòrtexs (anomenats subvòrtex o vòrtex de succió) que giren al voltant, dins i com a part del vòrtex principal. Les úniques vegades que poden ser visibles múltiples vòrtexs són quan el tornado es forma per primera vegada o quan la condensació i els residus s'equilibren de manera que els subvòrtexs són evidents sense ser enfosquits. En poden afegir més de 100 mph al vent relatiu al sòl en una circulació de tornados i són responsables de la majoria dels casos en què arcs estrets de destrucció extrema es troben just al costat de danys febles dins dels camins dels tornados.

## General
Els vòrtexs de succió (o punts de succió) són realment subestructures de molts, potser de tots, tornados, però no sempre són fàcilment visibles. Aquests solen produir-se a la base del vòrtex del tornado on el tornado entra en contacte amb la superfície. Els subvòrtexs tendeixen a formar-se després que la ruptura del vòrtex arriba a la superfície i resulten de la relació entre els moviments de l'aire ciclònicament entrant i ascendent. L'estructura multivortex no és exclusiva dels tornados, que es produeixen en altres circulacions com els diables de pols, però és un resultat natural de la física de la dinàmica del vòrtex.
Els tornados multivortex no s'han de confondre amb les supercèl·lules tornades cícliques. Aquests sistemes poden tenir la tendència a produir molts i molt separats tornados, anomenats famílies de tornados, existents al mateix temps o en successió. Un fenomen de naturalesa similar als múltiples vòrtexs és el tornado satèl·lit . És diferent d'un tornado de vòrtex múltiple perquè existeix fora del tornado principal i es forma mitjançant un mecanisme diferent.

## Tornados notables
El destructiu tornado EF5, de Joplin, Missouri, de maig de 2011 va ser un exemple de tornado de vòrtex múltiple.
El tornado més gran mai documentat va ser un tornado de vòrtex múltiple. Va colpejar: Reno, Oklahoma, el 31 de maig de 2013, emportant-se la vida de l'investigador de tornados Tim Samaras, el seu fill Paul i el seu col·lega de TWISTEX, Carl Young. Aquesta tempesta també va acabar amb la vida del caçador amateur local Richard Henderson. Tenia una amplada màxima de 2.6 milles (4.2 km) i una velocitat del vent màxima registrada d'almenys 302 milles per hora (486 km/h), però, a causa de la manca de danys materials intensos, el tornado va aconseguir una qualificació d'EF3 a l'escala Fujita millorada. No obstant això, el tornado d'El Reno és un dels dos tornados més forts mai registrats en termes de velocitats màximes del vent, l'altre és el tornado Bridge Creek–Moore de 1999, el qual el radar doppler mesurava 318 milles per hora (512 km/h) mph, revisat posteriorment a 301±20 mph. El Jarrell Tornado de 1997 estava en la seva etapa de múltiples vòrtex quan es va fer la famosa foto de Dead Man Walking.